# Parlaghy Ferenc
Parlaghy Ferenc (Tata, 1779. augusztus 17. – Lelesz, 1846. április 21.) premontrei kanonok, gimnázium tanár.

## Élete
1805-től refektoriárius és kántor; 1809-ben a II. humoniorák tanára Rozsnyón; 1811-ben a királyhelmeci plébánia adminisztrátora; 1825-től ismét a II. humoniorák tanára Rozsnyón; 1828. október 13-tól hitszónok és lelkiatya; 1829-ben teológiai tanár a rend intézetében; 1831-től a leleszi konvent esküdtje s az országos hiteles levéltár egyik őre volt.
Cikke a Magyar Sionban (1838. I. Szent István Martyrról nevezett nagyváraghegyi prépostság).

## Művei
- Carmen ad serenissimum principem r. primatem, dominum Carolum Ambrosium, Austriae archiducem dum has oras boreales adire ac Rosnaviam venire dignaretur. Leutschoviae, 1809
- Ode illustr. ac rev. dno Francisco Lajcsák episcopo rosnaviensi, obtulit gymnasium majus. Rosnaviae. 1825
- Sauberer András jászói praelátus és cs. kir. udvari tanácsos élet- és érdemrajza. Budapest, 1838 (ugyanez latinul a Sion c. folyóiratban)
- A keresztény hit, remény és szeretetnek fő elvei. Kassa, 1840